# Caetano Antônio Lima dos Santos
Caetano Antônio Lima dos Santos OFMCap (* 26. Oktober 1916 in Altamira, Brasilien; † 11. November 2014) war ein brasilianischer Ordensgeistlicher und römisch-katholischer Bischof von Ilhéus. 

## Leben
Caetano Antônio Lima dos Santos trat der Ordensgemeinschaft der Kapuziner bei und empfing am 15. Dezember 1940 die Priesterweihe.
Papst Pius XII. ernannte ihn am 16. April 1958 zum Bischof von Ilhéus. Der Erzbischof von São Salvador da Bahia, Augusto Álvaro Kardinal da Silva, spendete ihm am 10. August desselben Jahres die Bischofsweihe; Mitkonsekratoren waren José Terceiro de Sousa, Bischof von Penedo, und José Alves de Sà Trindade, Erzbischof von Montes Claros. Er nahm an allen vier Sitzungsperioden des Zweiten Vatikanischen Konzils als Konzilsvater teil.
Am 19. Dezember 1969 nahm Papst Paul VI. seinen vorzeitigen Rücktritt an und ernannte ihn zum Titularbischof von Tagarbala. Diesen Titel gab er schon 1970 wieder ab und ließ sich in den Laienstand versetzen.